# Gerhard Marotzke

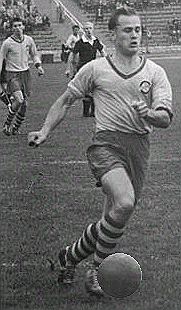
Gerhard Marotzke 1955

Gerhard Marotzke (* 30. September 1929 in Stettin) war Fußballspieler in der DDR und absolvierte ein Länderspiel mit der DDR-Nationalmannschaft.
Im Jahr 1940 schloss sich der junge Marotzke dem VfL Güstrow an. Sechs Jahre später, siebzehnjährig, rückte er in die Männermannschaft auf. Ab 1950 folgte ein Wechsel zur VP Schwerin, eine der zahlreichen Polizeisportgemeinschaften, die nach dem Zweiten Weltkrieg in Ostdeutschland gegründet wurden. Während die Dynamo-Mannschaften ab 1950 ihr Leistungszentrum bei Dynamo Dresden hatten, wurde für die Kasernierte Volkspolizei, dem Vorläufer der Nationalen Volksarmee, im Sommer 1951 die Sportvereinigung Vorwärts Leipzig gegründet. Sie wurde ohne sportliche Qualifikation als 19. Mannschaft für die Saison 1951/52 in die Oberliga, höchste Fußballklasse der DDR, eingegliedert. Nach enttäuschenden Leistungen der zusammengewürfelten Mannschaft wurde der Kader für die kommende Spielzeit kräftig aufgerüstet. Aus zahlreichen Polizeigemeinschaften wurden acht neue Spieler nach Leipzig geholt, unter ihnen war auch der 23-jährige Gerhard Marotzke. Trotz des Zuwachses verbesserte sich die Qualität der Mannschaft nicht, nach fünf Spieltagen lag sie lediglich auf Rang 13 der Oberliga. Daraufhin wurden vom Lokalrivalen Chemie Leipzig, DDR-Meister 1951, acht Spieler abgeworben. Obwohl sich unter den Abgeworbenen drei Nationalspieler befanden, verbesserten sich die Leistungen der Vorwärts-Mannschaft nicht, außerdem wurde sie wegen des Abwerbungsmanövers vom Leipziger Fußballpublikum weitgehend mit Feindseligkeit behandelt. Unter diesen Umständen entschloss sich die zentrale Sportvereinigung Vorwärts, die gesamte Mannschaft mitten in der laufenden Spielzeit nach Berlin umzusiedeln. Ab April 1953 trat man als ZASK Vorwärts Berlin an. Alle diese Maßnahmen fruchteten letztlich nicht, denn am Ende der Saison musste die Mannschaft in die Zweitklassigkeit absteigen. 
| Fußball-Laufbahn in der Übersicht | Fußball-Laufbahn in der Übersicht | Fußball-Laufbahn in der Übersicht |
| --------------------------------- | --------------------------------- | --------------------------------- |
| bis 1952                          | SG Volkspolizei Schwerin          |                                   |
| 1952–1953                         | Vorwärts Leipzig/Berlin           | 13 Oberligaspiele                 |
| 1953/54                           | Vorwärts Berlin                   | 24 DDR-Liga-Spiele                |
| 1954–1960                         | Vorwärts Berlin                   | 98 Oberligaspiele                 |

In der DDR-Liga wuchsen die Vorwärts-Spieler endlich zu einer spielstarken Mannschaft zusammen und beendeten die Saison 1953/54 als souveräner Wiederaufsteiger. Marotzke war in den 26 Punktspielen 24 Mal eingesetzt worden. Ihre Leistung krönte seine Mannschaft am 3. Juli 1954 mit dem Gewinn des DDR-Fußballpokals nach einem 2:1-Sieg über Motor Zwickau. Marotzke war als zentraler Abwehrspieler mit von der Partie. In den folgenden Jahren entwickelten sich Vorwärts Berlin zu einer echten Spitzenmannschaft und gewann 1958 ihren ersten Meistertitel. In dieser Saison war Marotzke 17 Mal für Vorwärts angetreten. 
Der spielstarke Abwehrspieler war inzwischen auch zu internationalen Einsätzen herangezogen worden. Bereits im Herbst 1954 hatte er zwei Spiele in der B-Nationalmannschaft absolviert, und am 18. September 1955 wurde er im Spiel der A-Nationalmannschaft gegen Rumänien in Bukarest als linker Verteidiger eingesetzt. Angesichts der starken Konkurrenz auf seinen Positionen als zentraler oder linker Verteidiger u. a. durch Werner Eilitz und Bringfried Müller blieb es bei diesem einen A-Länderspiel. 
1960 wurde Gerhard Marotzke noch einmal mit Vorwärts Berlin Fußballmeister, war an diesem Erfolg jedoch nur noch mit vier Punktspieleinsätzen beteiligt. Mit knapp 30 Jahren hatte er seinen Leistungszenit deutlich überschritten, und so beendete er im Sommer 1960 die aktive Laufbahn. In der höchsten DDR-Fußballklasse hatte er es auf 111 Punktspiele gebracht und als Abwehrspieler auch zwei Tore erzielt.
| Erfolge |
| --- |
| - 1954 - Gewinn des DDR-Fußballpokals - Aufstieg aus der DDR-Liga - 2 Spiele mit der B-Nationalmannschaft - 1955 - 1 Spiel mit der A-Nationalmannschaft - 1958 - DDR-Fußballmeister - 1960 - DDR-Fußballmeister |

## Auszeichnungen
Anfang Februar 1956 nahm Marotzke vom Stellvertreter des Vorsitzenden des Ministerrats, Walter Ulbricht, die staatliche Auszeichnung Meister des Sports entgegen und war somit einer von sechs Fußballspielern der DDR, die an jenem Tag diese Ehrung erhielten.